# نادي سابورتالو تبليسي
نادي سابورتالو تبليسي هو نادي كرة قدم جورجي من مدينة تبليسي يلعب حالياً في الدوري الجورجي الممتاز،تأسس النادي في 1999.